# ОШ „Димитрије Прица” Доња Брњица
Основна школа „Димитрије Прица” у Доњој Брњици је образовна установа која функционише у образовном систему Републике Србије. Седиште школе налази се у Доњој Брњици, насељеном месту у близини Приштине на Косову и Метохји.
До 1999. године седиште школе се налазилo у у суседном насељу Девет Југовића.

## Историја
После Првог светског рата интезивирало се насељавање Косова и Метохије, а на овом подручју формирана су селаДевет Југовића, Лебане, Миљевац и друга.
Са насељавањем Косова и Метохије повећао се број становника и деце на овом подручју. Државни органи Србије, а пре свега просветни, имали су сазнања о великом броју деце која нису била обухваћена школом, па су 1923. године, на предлог напредних и писмених људи у овим селима, у првом реду Јаћима Поповића, одлучили о отварању четвороразредне основне школе у Доњој Брњици, највећем српском селу на овом подручју. Школа је почела да ради 1923/1924. године у приватној кући Станоја Ванића. Школу су похађали ученици Доње и Горње Брњице, Девет Југовића, Миљевца, Лебана, Бесиња, Врани Дола, Тенеш Дола, и других места. У првој години рада школе у разреду је било, по сећању првих ученика, од 20 до 30 ученика. Услови за рад у овој кући су били вома лоши.
Месни школски одбор и родитељи у Доњој Брњици и околним селима, после годну дана рада школе, уверили су се да се настава у кући Стојана Ванића одржавала у веома лошим условима, па су за следећу школску годину нашли боље решење. Јаћим Поповић, дугогодишњи председник тадашње општине Доњобрњачке, у Бесињу, показао је пуно разумевања и хуманости и у својој новосаграђеној кући издвојио је једну просторију за рад школе.
Због повећања броја деце која похађају школу и недостатка простора у кући Јаћима Поповића, месни школски одбор у сарадњи са окружним школским одбором у Приштини у току друге године рада школе, тачније 20. јула 1925. године, донели су Повељу о изградњи школе. Ова Повеља је пронађена у флаши у темељу школе 1985. године после њеног потпуног рушења.
Школа је била саграђена за годину дана, државним средствима и помоћи мештана свих села из ове околине. Школа је имала две велике учионице, канцеларију за учитеље, два ходника и стан за учитеља, укупне површине 204 m².
У новој школској згради настава се изводила до краја марта 1941. године. За време Другог светског рата од априла 1941. године  до краја 1944. године школе у Доњој Брњици и Бесињу нису радиле. Школска зграда у Доњој Брњици била је полицијска станица вулнетара-окупаторских сарадника. Школа наставља са радом септембра 1945. године. Школа је у овој згради радила све до 17. новембра 1975. године када је свечано отворена нова школа површине 200 m², са двема учионицама, учитељском канцеларијом, 6 мокрих чворова, једном оставом, холом и ходником.
На збору мештана Доње Брњице 9. фебруара 1997. године, Ранко Милићевић који је тада био секретар за образовање и културу града Приштине, покренуо је иницијативу за изгредњу школског објеката који би требало да има: спортску салу, школску библиотеку и школску амбуланту. Мештани су једногласно усвојили предлог, а затим је захтев упућен градским органима. Захтев је прихваћен и са изградњом се кренуло у току 1997. године. Изградња објекта је прекинута марта 1999. године због НАТО агресије на СР Југославију, а настављена је 2002/03 године.
У периоду од септембра 1999. године па све до 2009. године просторни услови за рад у школи су били веома лоши, зато што се радило у три смене. У овом објекту је радила осмогодишња основна школа и још неколико истурених одељења средњих школа измештених из Приштине (медицинска, електротехничка, економска, грађевинско-саобраћајна и машинска школа).
Од 2009. године, укидањем истурених одљења средњих школа, па све до данас у објету школе ради само осмогодишња основна школа.